# Gaston II van Foix-Béarn
Gaston II van Foix-Béarn ook bekend als Gaston IX van Béarn (circa 1308 - Sevilla, 26 september 1343) was van 1315 tot aan zijn dood graaf van Foix, burggraaf van Béarn en co-vorst van Andorra. Hij behoorde tot het huis Foix.

## Levensloop
Gaston II was de zoon van graaf Gaston I van Foix-Béarn en diens echtgenote Johanna, dochter van Filips van Artesië In 1315 volgde hij zijn vader op als graaf van Foix en burggraaf van Béarn. Wegens zijn minderjarigheid werd hij onder regentschap van zijn moeder Johanna en zijn grootmoeder Margaretha van Béarn geplaatst. In 1328 begon hij zelfstandig te regeren, waarna hij het tot een machtsstrijd kwam met zijn moeder. Gaston II won deze strijd en liet zijn moeder in 1331 in het kasteel van Foix gevangenzetten.
Tijdens zijn bewind had Gaston II een conflict met het graafschap Armagnac over het bezit van het burggraafschap Béarn, dat in 1329 werd beëindigd na bemiddeling door koning Filips III van Navarra en paus Johannes XXII. 
In 1327 werd hij door koning Karel IV van Frankrijk benoemd tot luitenant-generaal van Gascogne en Languedoc, waarna hij twaalf jaar in dienst van de koning werkte. Na zijn inspanningen tijdens de verovering van het kasteel van Tartas in 1339, kreeg hij van de Franse koning Filips VI het burggraafschap Lautrec toegewezen.
Gaston II nam bovendien deel aan het beleg van Algeciras, die in 1342-1344 plaatsvond in het zuiden van Spanje onder leiding van koning Alfons XI van Castilië. Tijdens dit beleg stierf hij eind september 1343 in Sevilla aan de gevolgen van de pest. Hij werd bijgezet in de Abdij van Boulbonne.

## Huwelijk en nakomelingen
In 1327 huwde Gaston II met Eleonora (1289-1350), dochter van graaf Bernard VII van Comminges. Ze kregen een zoon:
- Gaston III (1331-1391), graaf van Foix en burggraaf van Béarn

Daarnaast had hij vier buitenechtelijke kinderen:
- Peter, huwde met Florence van Aragón, vrouwe van Biscay
- Bearnesa, huwde met Arnaldo Ramon de Castellnou, burggraaf van Orthez
- Margaretha, huwde met Juan de Castellverdu, heer van Caumont
- Arnold Willem, huwde met vrouwe Johanna van Morlaàs